# Branca Trigo Cabaleiro

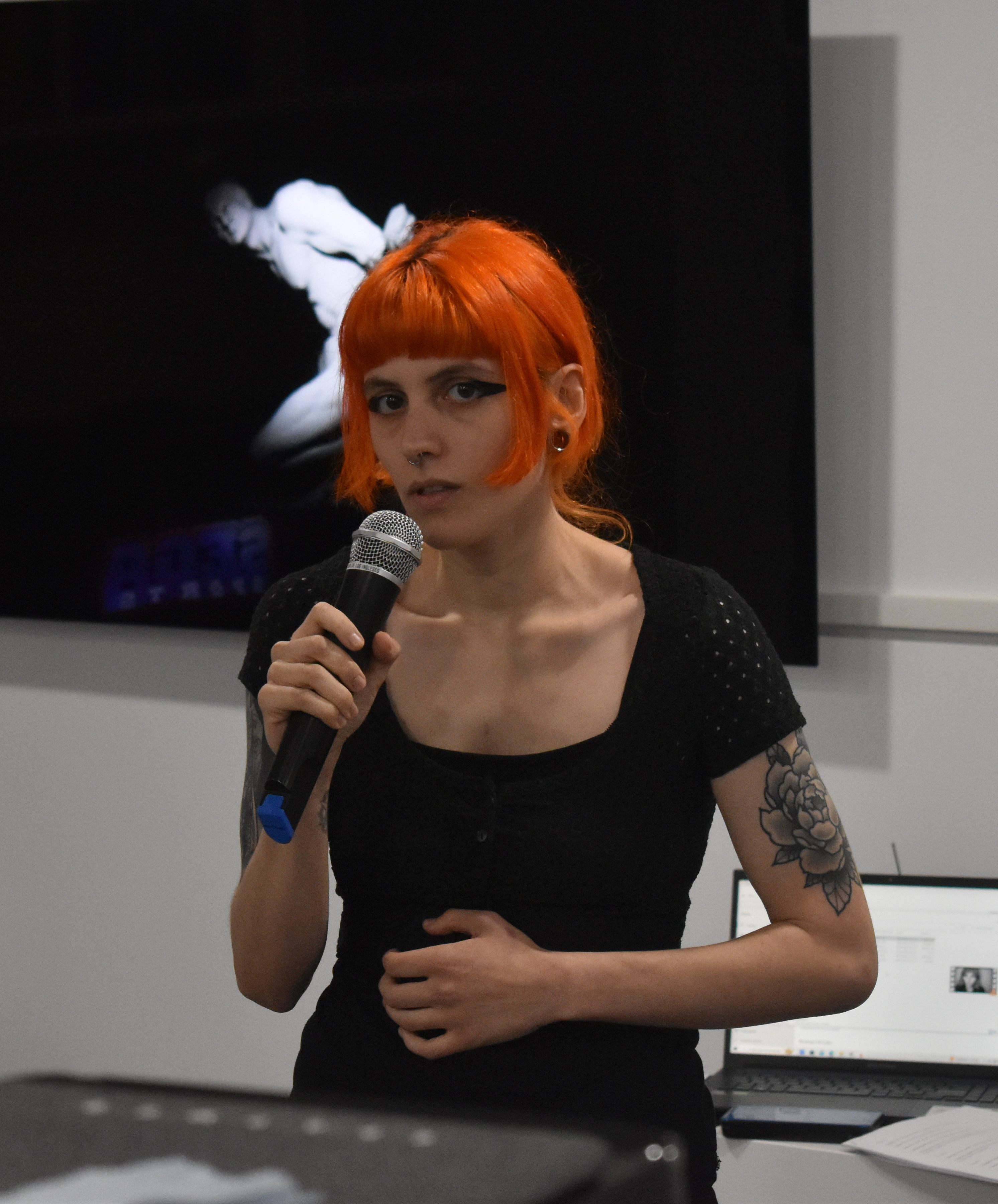
Branca Trigo en 2023.

Branca Trigo Cabaleiro, nacida en Vigo el 16 de marzo de 1997, es una escritora cuya obra está en gallego y, en menor medida, castellano.

## Carrera
Estudió en el CEP Santa Tegra de Vigo y se licenció en Ciencias del Lenguaje y Estudios Literarios en la Universidad de Vigo. Codirige la editorial Malafera junto con Alfrezo Vázquez.
Publicó su libro Coñecemento do Medo (Conocimiento del miedo)en 2021 en Edicións Malafera. Su segundo poemario, Condolore, fue publicado en 2022 por la editorial Urutau. Organiza, junto con otres autores, el micro abierto Cerimonia de gaivotas y ha participado en diversas publicaciones colectivas como el volumen A lingua en futuro: a mocidade imaxina o 2050 (La lengua en futuro: la juventud imagina el 2050)(Catroventos, 2023), la Antoloxía biosbarda para Parche (ruín alteredicións, 2023) y la antología LGBTQIA Alguén nos lembrará (Alguien nos recordará, cuyo título es una referencia a un verso de Safo) (Xerais, 2023).

## Obras
- La cosa negra que pasó por mi ventana (2007) (Ediciones Lóguez. ISBN 978-84-96646-10-0 [2]
- Sagrado corazón de Bába Yagá, fanzine (2021). Desgracia.
- El conocimiento del miedo (2021). Desgracia. ISBN 978-84-09-28815-1 [3]

- Con tradición (2022). Editorial Urutau . ISBN 978-65-5900-384-6 [4]
- Oh, fanzine (2023). Desgracia. [5]
- El ser y el nervio, fanzine (2023). Desgracia.
- trans0 (2024). Desgracia. ISBN 978-84-12-79871-5

### Obras colectivas
- Alguien se acordará de nosotros. Antología de relatos LGBTIQA+ (2023). Generales. ISBN 9788411103589 [6]
- Antología Biosbarda para Parche (2023). malas alternancias
- El lenguaje en el futuro: los jóvenes imaginan el 2050 (2023). Cuatro vientos.

## Premios
- 2009: Premio Literario Escolar Caixanova en la modalidad de tercer ciclo de primaria por la obra Sara y Saray.[7]
- 2019: Tercer lugar en el Premio de Poesía Manuel Leiras Pulpeiro con la obra O heroe de vidro.[8]
- 2021: Premio Universidad de Vigo de Relato, Poesía y Traducción en la modalidad de poesía.[9]
- 2021: Tercer premio en el Díaz Jácome de poesía.
- 2022: XIX Concurso Literario Ayuntamiento de Ames, categoría +18.[10]
- 2025: XVIII Premio de Poesía Ayuntamiento de Carral por la obra Especies invasoras . Según el jurado, “un libro de poemas que explora radicalmente la identidad, el desarraigo y la violencia estructural”, utilizando la metáfora de la invasión biológica para abordar cuestiones como el cuerpo, el hogar y la memoria.[11]

1. ↑  «A viguesa Branca Trigo Cabaleiro, vencedora do Premio de Poesía Concello de Carral». La Voz de Galicia. 9 de mayo de 2025. Consultado el 22 de mayo de 2025.
2. ↑  «La cosa negra que pasó por mi ventana». loguezediciones.es. Consultado el 28 de maio de 2023.
3. ↑  «Coñecemento do medo». Malafera. Archivado desde el original el 12 de xuño de 2021. Consultado el 28 de maio de 2023.
4. ↑  «Con do lore». Editora Urutau. Consultado el 28 de maio de 2023.
5. ↑  «Zinesfera». malafera.com. Archivado desde el original el 28 de maio de 2023. Consultado el 28 de maio de 2023.
6. ↑  «Alguén nos lembrará. Antoloxía de relatos LGBTIQA+». biblosclube.com. Archivado desde el original el 28 de maio de 2023. Consultado el 28 de maio de 2023.
7. ↑  «Catro alumnos da Coruña, Vigo, Ferrol e Sarria gañaron o Premio Literario Caixanova». La Voz de Galicia. 20 de mayo de 2009. Consultado el 22 de mayo de 2025.
8. ↑  Redacción (23 de novembro de 2019). «Mondoñedo acogió la entrega de premios de poesía Manuel Leiras Pulpeiro». diariodelemos.es. Archivado desde el original el 20 de marzo de 2021. Consultado el 28 de maio de 2023.
9. ↑  DUVI Ourense (13 de maio de 2021). «Coa palabra, coa música e coa fotografía, unha homenaxe a Xela Arias». Universidade de Vigo. Consultado el 28 de maio de 2023.
10. ↑  «O Milladoiro acolleu o acto das Letras Galegas no que se entregaron os premios do XIX Certame literario Concello de Ames». Concello de Ames. 13 de mayo de 2022. Consultado el 10 de mayo de 2025.
11. ↑  «A viguesa Branca Trigo Cabaleiro, vencedora do Premio de Poesía Concello de Carral». La Voz de Galicia. 9 de mayo de 2025. Consultado el 9 de mayo de 2025.

- Datos: Q107207798
- Multimedia: Branca Trigo / Q107207798